# ليونارد بي. سميث
ليونارد بي. سميث (بالإنجليزية: Leonard B. Smith)‏ هو طيار أمريكي، ولد في 29 أكتوبر 1915، وتوفي في 16 مايو 2006.